# Fundação do Sporting Clube de Portugal
O Sporting Clube de Portugal tem as suas origens na fundação do Sport Clube de Belas em data desconhecida de 1902[carece de fontes?], por iniciativa de dois irmãos, Francisco do Couto Valente da Ponte e Horta Gavazzo e José Maria do Couto Valente da Ponte e Horta Gavazzo. O Belas Football Clube começou por realizar um encontro onde disputou dois jogos de futebol, tendo alcançado duas vitórias. A 26 de Agosto de 1902, nos Seteais, na presença do Rei D. Carlos I, da Rainha D. Amélia e do Infante D. Manuel, Duque de Beja, além de vários Dignitários da Corte, disputou-se um encontro de futebol com um grupo de rapazes de Sintra. No fim, o Rei ofereceu à equipa vencedora um estojo niquelado com cinquenta quilogramas de peso, contendo um licoreiro. Entusiasmados, voltaram, mais tarde, a jogar, mas o desastroso resultado de 14-0 deitaria por terra as ambições.

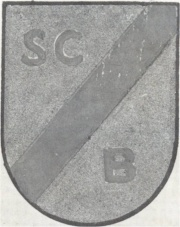
Emblema do Belas Football Clube

Apenas dois anos mais tarde, em data desconhecida de 1904, alguns dos seus Sócios Fundadores criaram o Campo Grande Football Clube. Neste agrupamento desportivo, José Alfredo Holtreman Roquette (neto materno do Visconde de Alvalade e sobrinho-neto paterno do Barão de Salvaterra de Magos) era o Tesoureiro e Francisco do Couto Valente da Ponte e Horta Gavazzo o Secretário. O equipamento desportivo era o mesmo do Belas Football Clube (camisas de flanela branca, calções azuis e cinto e meias da mesma cor) mas, normalmente, jogavam com qualquer camisa branca, pois foram raros os encontros em que se equiparam a rigor. 
Apesar do nome, esta associação dedicava-se ao futebol, esgrima, salto e corridas, mas também a festas, bailes e piqueniques, o que gerou conflitos entre alguns membros que entendiam que a prática desportiva deveria ser a sua principal vocação. A 13 de Abril de 1906, durante uma Assembleia Geral, as opiniões divergentes quanto ao objectivo da instituição levaram à saída de cinco membros, que ficaram conhecidos como os Dissidentes. 
Um deles, José Alfredo Holtreman Roquette (José Alvalade), manifestou imediatamente a intenção de formar um novo clube, recorrendo à ajuda financeira do seu avô materno, o 1.° Visconde de Alvalade, Dr. Alfredo Augusto das Neves Holtreman, que tutelou a criação do novo clube e disponibilizou os terrenos para o campo de jogos na sua própria Quinta das Mouras.
Queremos que o Sporting seja um grande Clube, tão grande como os maiores da Europa − José Alvalade

## Fundação
Os dezanove Sócios Fundadores foram: José Alfredo Holtreman Roquette (José Alvalade), José Maria do Couto Valente da Ponte e Horta Gavazzo, Frederico Luís Seguro Gomes Ferreira, Alfredo Augusto das Neves Holtreman (1.° Visconde de Alvalade), Fernando Soares Cardoso Barbosa, José Stromp, Henrique de Almeida Leite Júnior, John Henry (João Henrique) Scarlett, Eduardo Francisco Quintela de Mendonça, Afonso Botelho, António Stromp, Augusto Santiago Barjona de Freitas, Augusto Carlos da Cruz Seguro, Francisco do Couto Valente da Ponte e Horta Gavazzo, Francisco Stromp, Sérgio Rolin Geraldes Barba, José Seguro Borges de Castro (Borges de Castro), José Cordeiro Ferreira Roquette (Salvaterra de Magos) e João Serrão de Moura.
Realizaram a primeira Assembleia Geral a 8 de Maio de 1906, com o objectivo de eleger a Direção. Foi então eleito o Dr. Alfredo Augusto das Neves Holtreman como 1.° Presidente da mesma, sendo-lhe conferido o título de "Sócio-Protector", em virtude de todo o apoio prestado à criação do novo clube e, mais tarde, também o de "Presidente-Honorário". 

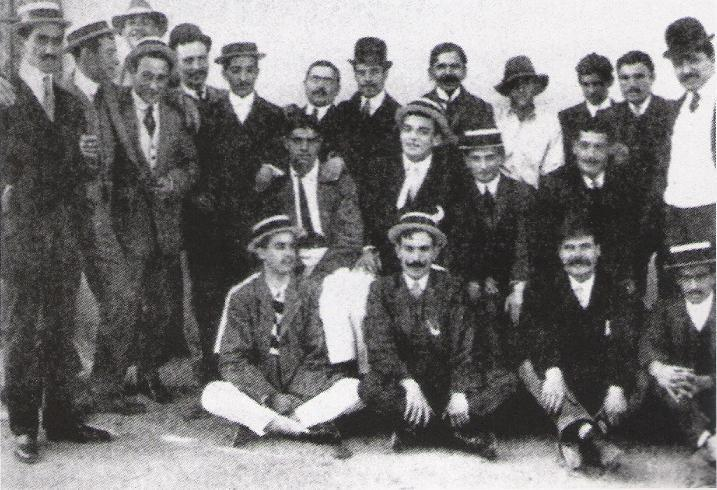
Os fundadores do Sporting.

Nesta reunião, os Sócios Fundadores estabelecem as suas pretensões para o clube, na ocasião ainda sem nome definido, e o seu ideal de "um grande clube, tão grande como os maiores da Europa". A primeira direção, que se manteria em funções até 1910, era ainda constituída por José Alvalade, como Vice-Presidente e pelos Primeiro e Segundo Secretários, respetivamente Frederico Luís Seguro Gomes Ferreira e Henrique de Almeida Leite Júnior. A 26 de Maio foi adoptado o nome Campo Grande Sporting Clube, por intervenção de José Alvalade, Alberto Carlos Lamarão e Carlos Carneiro, mas, a 1 de Julho de 1906, por sugestão de António de Almeida Félix da Costa Júnior, a Assembleia Geral aprovou a alteração definitiva para Sporting Clube de Portugal. Existiu adesão ao projeto, sendo que a primeira lista de sócios conta com 36 nomes que, no final desse ano, ascenderiam a 45. Os primeiros Estatutos são elaborados no ano seguinte, em data desconhecida de 1907. 
Apesar do clube ter sido criado definindo como modalidade prioritária o ténis, a verdade é que a popularidade do futebol depressa mudou essa intenção e rapidamente José Alvalade impulsionou o ecletismo do clube, praticando-se, para além de futebol e ténis, ciclismo, críquete, corridas e saltos, e luta de tração à corda. Este fundador viria, em 1947, via Assembleia-Geral, a ser homenageado com a designação do estádio do clube «Estádio José Alvalade», pela maneira como deu vida ao clube do seu coração.

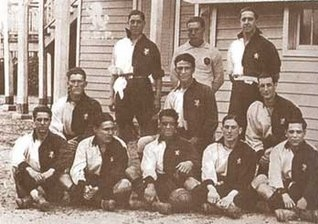
A equipa de futebol em 1907

### Alteração da data de fundação
No dia 1 de Maio de 1920, reunida a Assembleia Geral, adotou-se, por proposta de Nuno Soares Júnior, a mudança da data oficial de fundação de 8 de Maio de 1906 para 1 de Julho do mesmo ano. Justificou-se a mudança com o facto de ter sido nessa altura que o clube tomou o nome Sporting Clube de Portugal.

## Emblema e cores

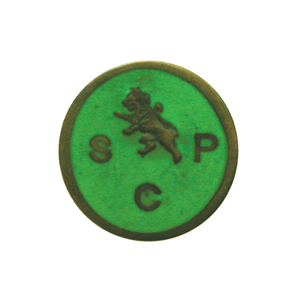
Primeiro emblema do Sporting Clube de Portugal

O símbolo do Sporting Clube de Portugal foi idealizado numa conversa em Cascais, no Verão de 1905, por José Alvalade, os seus primos José Cordeiro Ferreira Roquette e António José Roquette Rebelo de Andrade e D. Fernando de Castelo Branco (D. Fernando Pombeiro), Administrador do Concelho de Cascais (filho do Marquês de Belas e Conde de Pombeiro), que se inspiraram pelo anel com brasão da família deste último, um leão rampante (que significaria a força de vontade em construir um grande clube). O verde foi sugerido pelo Visconde de Alvalade, simbolizando a sua esperança no novo clube, todos concordando na escolha, por representar a esperança no futuro da nova coletividade.
Foi oficialmente adotado, em 1907, o emblema, que ostenta um leão rampante de cor prata sobre campo verde, assim como as cores verde e branco, que começaram a ser utilizadas desde essa altura, quando D. Fernando de Castelo Branco, autorizou que o leão rampante de ouro em campo de azul do seu brasão, do qual seu pai era Chefe de Nome e Armas, fosse utilizado no emblema do Sporting. Deveria ser de cor "prata armado em preto, em campo verde, correspondendo às límpidas, firmes e esperançadas intenções dos seus fundadores". Este emblema sofreu alterações em 1913, em 1930, novamente em 1956, no seu Cinquentenário, e, finalmente, em 2001, ano em que o leão de prata passou a ser de ouro, metal em que o símbolo foi, desde o início, por vezes, representado oficiosamente.[carece de fontes?]